# 乳齒鯨科
乳齒鯨科為已滅絕的鯨魚，棲息於漸新世時期的澳洲及紐西蘭。

## 分類學
乳齒鯨科下包含兩屬：詹札克鯨屬與乳齒鯨屬。2010年，一項支序分類學相關的研究分析結果將詹札克鯨屬分類至乳齒鯨科下，而原先的詹札克鯨科（Janjucetidae）則成為乳齒鯨科的異名。

## 描述
2012年，費茲傑羅（Fitzgerald）發現乳齒鯨科物種下顎具有八項獨有的特徵：
- 頦聯合（英语：mandibular symphysis）較短，並具有粗糙的關節接面，不具有瘉合槽。相較之下，古鯨小目的頦聯合較長；現存的鬚鯨頦聯合同樣也偏短，但具有平滑的關節接面，並且於下頜骨內側具有溝槽可容納肌腱，使鬚鯨得以將口張到極開。
- 下頜外部孔洞大，而現存鬚鯨的下頜外部孔洞則較小或退化至無孔洞。
- 犬齒後齒位於由牙槽緣形成的長溝中。
- 下頜的上下側以特定角度接合，類似於古鯨。
- 下頜後半腹緣筆直不彎曲。
- 牙齒具有縱脊。
- 後方犬齒後齒牙根於齒冠基底處癒合。
- 犬齒後齒緊密排列，牙間隙小。

總結以上特徵，費茲傑羅認為鬚鯨大口腔和咽的演化是為了適應吸吮式的進食，遠早於其他適應吞嚥式的濾食的演化特徵，例如靈活的顎關節。